# آدمیر سانتوس
آدمیر سانتوس (ژاپنی: 三渡洲 アデミール؛ زادهٔ ۲۸ مارس ۱۹۶۸) یک بازیکن فوتبال اهل ژاپن است.
از باشگاه‌هایی که در آن بازی کرده‌است می‌توان به باشگاه فوتبال جوبیلو ایواتا و باشگاه فوتبال شیمیزو اس-پالس اشاره کرد.